# Fritz Schröter (Politiker)
Fritz Schröter (* 5. November 1953 in Windischleuba) ist ein deutscher Politiker (DDR-CDU, ab 1990 CDU) und war von 1990 bis 2014 Mitglied des Thüringer Landtags.

## Werdegang
Nach dem Abitur 1972 absolvierte Schröter bis 1976 ein Ingenieurstudium im Fach Bauwesen. Danach arbeitete er bis 1981 als Bauleiter. Von 1981 bis 1990 war er in der Abteilung Verkehr im Rat des Kreises Schmölln tätig. Seit 1995 betreibt er ein eigenes Ingenieurbüro in Altenburg.
Schröter war 1979 bis 1981 Stadtverordneter in Altenburg. Er war von 1981 bis 1990 Kreistagsabgeordneter des Kreises Schmölln und wurde 1986 Kreisvorsitzender der DDR-Blockpartei CDU.
Nach der Wende gehörte Schröter fünf Wahlperioden lang durchgängig dem Thüringer Landtag an und wurde dort 2006 Parlamentarischer Geschäftsführer der CDU-Fraktion. Er zog stets als direkt gewählter Abgeordneter aus dem Wahlkreis Altenburger Land I in den Landtag ein. Zur Landtagswahl 2014 trat er nicht mehr an.
Von 2004 bis 2014 war er zudem Vorsitzender des Kreistags im Landkreis Altenburger Land.